# گرینچ (فیلم)
گرینچ (انگلیسی: The Grinch) یک فیلم انیمیشن در سبک کمدی است که در سال ۲۰۱۸ منتشر شد. از صداگذاران آن می‌توان به بندیکت کامبربچ اشاره کرد. داستان این فیلم این است که گرینچ میخواهد کریسمس اهالی یارو کده را بدزدد؛ اما در این کار به مشکلاتی بر می‌خورد. این انیمیشن از کتابی به نام همین شخصیت اقتباس شده است.

## صداگذاران
- بندیکت کامبربچ در نقش گرینچ
- Della Saba در نقش سیدنی
- کریس رینود در نقش مکس
- استیو کوگان در نقش لولو هو
- جنیفر گارنر در نقش بتی لو هو
- کلسی گرمر در نقش مایور

## تولید
در فوریه ۲۰۱۳ اعلام شد که ایلومینیشن اینترتینمنت در حال ساخت یک انیمیشن سه بعدی با کارگردانی یارو چنی و و پیتر کندل لند و صداپیشگی بندیکت کامبربچ است.

## انتشار
ابتدا قرار بود که این فیلم در ۱۰ نوامبر ۲۰۱۷ اکران شود، ولی در ژوئن ۲۰۱۶ تاریخ اکران به ۹ نوامبر ۲۰۱۸ تغییر کرد.